# マーク V 戦車
マーク V 戦車（マーク 5 せんしゃ、英語: Mark V tank）は、イギリスが開発した世界初の戦車であるマーク Iの改良型であるマーク IVの問題点を改善・改良した戦車である。

## 概要
マークIから続く菱形戦車の集大成で、第一次世界大戦に投入された量産型では最終型になる。
菱型の車体構成はマーク IVとほぼ同じであるが、各種の改良が加えられている。まず、それまでのモデルではむき出しで車内に配置されていたエンジンが、隔壁で仕切られた機関室に設置されたことで車内の環境が大幅に改善した。さらに駆動系では戦車用として開発されたリカードエンジンが搭載されて機動力が向上し、遊星歯車式変速機の搭載により従来型では4人がかりであった操縦が1人で可能になった。また、菱形戦車の特徴でもあった大型尾輪が正式に廃止されており、後方射界が開けたので、車体後部に機関銃が一挺追加されている。
武装はこれまでの菱形戦車と同じく、砲装備の雄型と機関銃のみの雌型があるが、機関銃は空冷式のホチキスに換装され、球状銃架を採用したことで射界を広くとれるようになった。
派生型として、V*（スター）型とV**（ツースター）型がある。V*型は車体を1.8メートル延長しており、前線補給車としても使用された。

## ベルリン攻防戦におけるマーク V 戦車
第二次大戦末期のベルリン攻防戦において、2両のマーク V 戦車が、ドイツ軍によって戦闘に投入されて、破壊されたとする説がある。
ロシア革命の内戦中、イギリスから白軍へ送られたマーク Vが、赤軍に鹵獲され、スモレンスクの博物館に展示されていたものが、第二次世界大戦時の独ソ戦でドイツに鹵獲され、戦利品としてべルリンへ輸送され、屋外展示されていたものが、ベルリン攻防戦の戦闘で破壊されたものと考えられる。破壊されたマーク V 戦車の傍には、防盾と車輪ごと、車体上面に載せられていたと思われる大砲（おそらく、第一次世界大戦時のドイツで開発製造された10.5 cm 榴弾砲 もしくは 重野砲）が転がっている。それは明らかにマーク V 戦車のオリジナルの武装ではないし、砲脚が無いことから、砲単体で使われたものではない。ベルリンのマーク V 戦車は、ヒトラーユーゲントによって稼働運用されていたとする説がある。

 - ベルリン攻防戦で破壊されたマーク V 戦車。背景の建物は、1944年5月24日の爆撃で焼失したベルリン大聖堂である。

## 登場作品

### アニメ
『のらくろ』
1970年のTVアニメ版で猛犬連隊と敵対する敵軍（豚軍、山猿軍）の戦車として登場（ただし、マークIVの可能性もある）。

### ゲーム
『バトルフィールド１』
　MarkV ランドシップとして登場